# Disporella densiporoides
Disporella densiporoides is een mosdiertjessoort uit de familie van de Lichenoporidae. De wetenschappelijke naam van de soort is voor het eerst geldig gepubliceerd in 1982 door Moyano.